# Yigoga robustior
Yigoga robustior är en fjärilsart som beskrevs av Corti och Max Wilhelm Karl Draudt 1933. Yigoga robustior ingår i släktet Yigoga och familjen nattflyn. Inga underarter finns listade i Catalogue of Life.